# Dorfkirche Großnaundorf

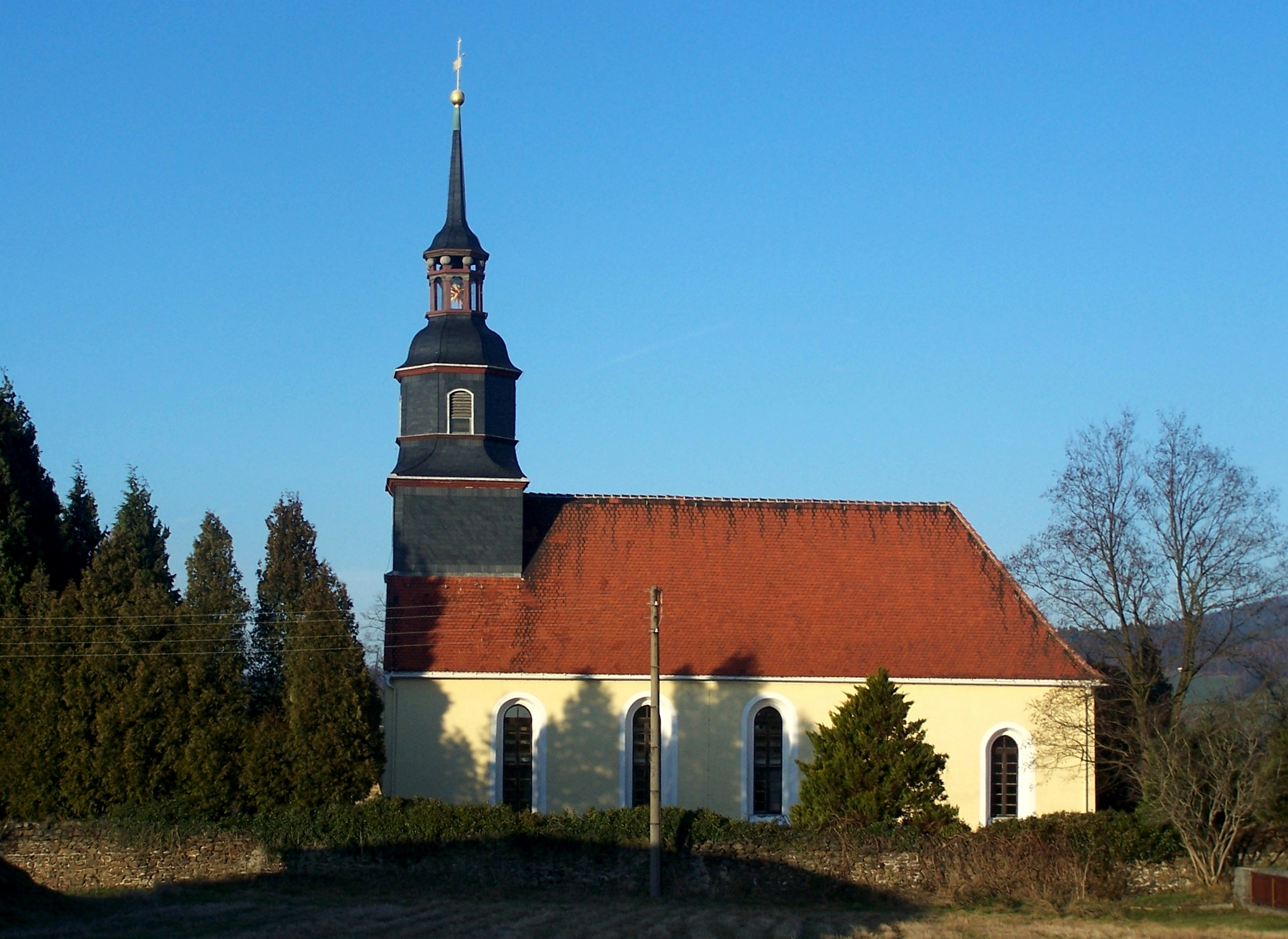
Kirche Großnaundorf

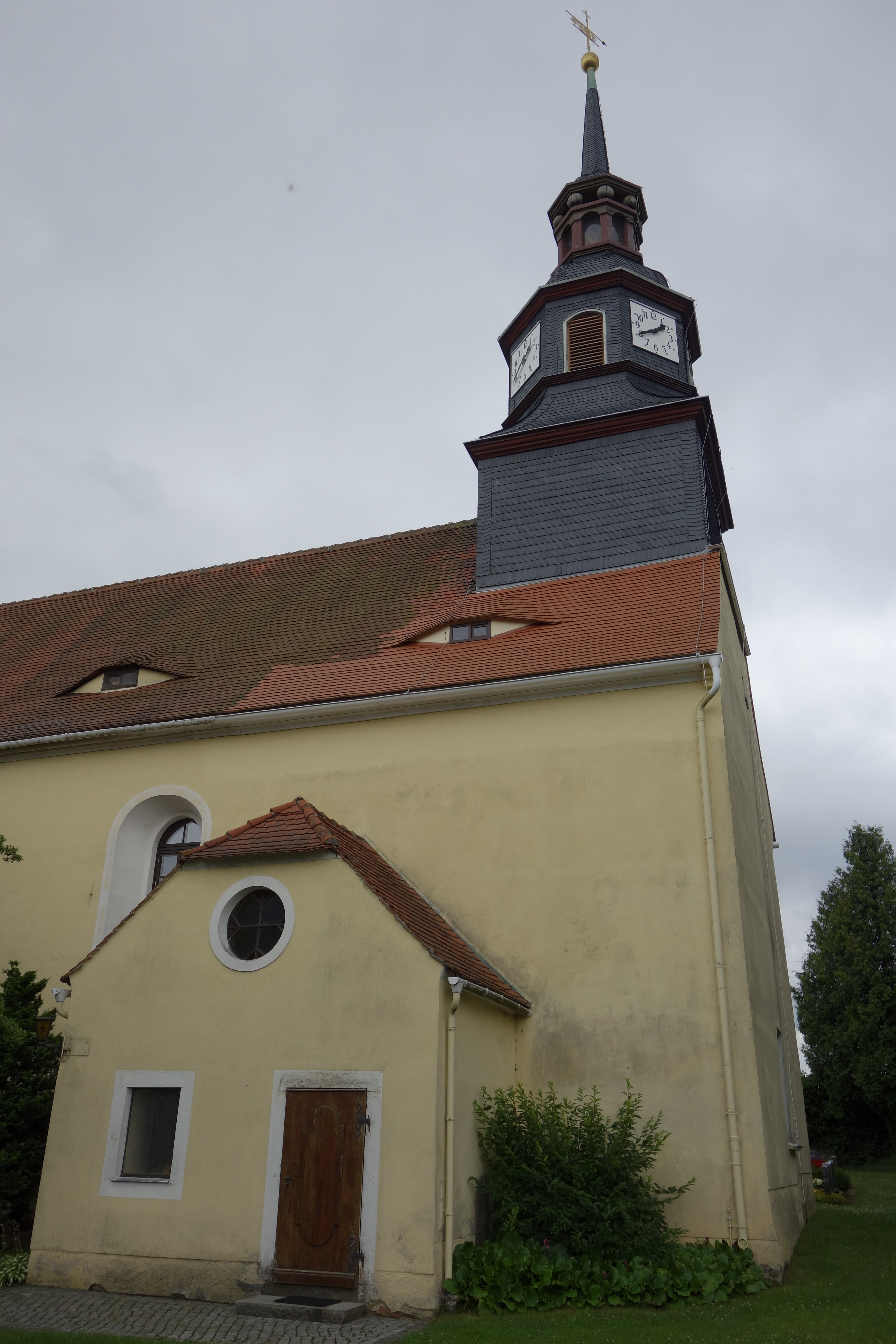
Ansicht von Norden

Die evangelische Kirche Großnaundorf ist eine ursprünglich spätgotische, mehrfach erneuerte Saalkirche in Großnaundorf im Landkreis Bautzen in Sachsen. Sie gehört zur Kirchgemeinde Großnaundorf im Kirchspiel Maria und Martha Pulsnitz im Kirchenbezirk Bautzen-Kamenz der Evangelisch-Lutherischen Landeskirche Sachsens.

## Geschichte und Architektur
Die Saalkirche stammt im Kern vermutlich aus dem 15. Jahrhundert und wurde in den Jahren 1606 erneuert und 1708–12 im Chorbereich erweitert, wobei der Turm zum Dachreiter umgestaltet sowie die Lehngutkapelle und die Vorhalle an der Nordseite angebaut wurden. Weitere Umbauten und Restaurierungen erfolgten in den Jahren 1851, 1893, 1902 und 1994/1995. Das Bauwerk ist ein Putzbau mit geradem Ostschluss und in den Baukörper eingezogenem quadratischem Westturm, der in Firsthöhe ins Achteck überführt und mit einer auf Kugeln ruhenden Spitze bekrönt ist; das Bauwerk ist mit einem Satteldach gedeckt und wird durch Rundbogenfenster erhellt.
Das Innere der flachgedeckten Saalkirche wird durch zweigeschossige, bis in den Altarraum reichende hölzerne Emporen geprägt. Die Emporenbrüstungen sind reich bemalt; sie zeigen Szenen aus dem Alten und Neuen Testament aus der zweiten Hälfte des 17. Jahrhunderts, die zwischen den Bemalungen eingefügten Sprüchetafeln wurden erst im Jahr 1947 ausgeführt. An der Nordseite ist eine Herrschaftsloge mit Segmentbogengiebel auf Pfeilern mit Fruchtgehängen und Kartuschen aus dem Jahr 1712 eingebaut.

## Ausstattung
Der hölzerne Altar aus dem Jahr 1718 wurde 1798 zum Kanzelaltar umgebaut, der aus einem Aufbau mit Säulenordnungen und geschnitzten seitlichen Ornamenten besteht. Im Giebel ist zwischen kleineren Säulen eine gemalte Darstellung des Auferstandenen angeordnet, darüber eine Sonne, über die sich ein Engel mit Spruchband beugt. Die Sandsteintaufe in gedrungener Kelchform stammt vermutlich noch aus dem 13. Jahrhundert. Ein großes hölzernes Kruzifix in der westlichen Vorhalle wurde um 1500 geschaffen.
Die Orgel ist ein Werk von Carl August Schröder aus dem Jahr 1858 mit 17 Registern auf zwei Manualen und Pedal.
Mehrere Sandsteingrabmäler des 18. Jahrhunderts sind erhalten. An der Nordwand sind Reste von Fresken mit biblischen Szenen aus dem 15. Jahrhundert zu sehen.